# Animatrix
Pour les articles homonymes, voir Matrix.
Pour plus de détails, voir Fiche technique et Distribution.
Animatrix (The Animatrix) est un film divisé en 9 courts-métrages animés américano-japonais, sorti en 2003. Inspirés de l'univers de Matrix et destinés à un public adulte, ils mettent en scène certains épisodes annexes des films, comme La Seconde Renaissance, ou improvisent sur le thème de l'être humain manipulé par la Matrice (L'Histoire de Kid, Record du monde...).

## Résumés
Note : en français, la ville dite Zion se dit et s'écrit « Sion » en référence à la Bible.

### Dernier Vol de l'Osiris (Final Flight of the Osiris)
Conçu comme une introduction à Matrix Reloaded, cet épisode raconte l'histoire de l'équipage de l'hovercraft Osiris devant absolument apporter un message capital à Zion, pour éviter sa destruction. En tentant d'échapper à une horde de sentinelles, les occupants de l'Osiris découvrent que des centaines de milliers de machines sont regroupées à quatre kilomètres au-dessus de Zion et qu'une gigantesque foreuse est en action afin de leur permettre d'envahir le dernier refuge des êtres humains qui ont échappé à la Matrice. Il leur faut absolument prévenir Zion du danger. Thadeus décide alors de connecter Jue, sa compagne, à la Matrice afin qu'elle y dépose un paquet contenant tous les détails et les relevés effectués par l'Osiris avant sa destruction.

### La Seconde Renaissance, partie I & II (The Second Renaissance Part I & II)
Cet épisode en deux parties raconte la genèse de la Matrice. À travers les archives de Zion, on découvre l'origine du conflit meurtrier qui opposa les machines aux humains et les différentes étapes qui conduisirent à la création et à l'avènement de la Matrice.
Tout commença lorsque B1-66ER, un robot au service des humains, tua son maître dans un acte de survie alors que celui-ci cherchait à le détruire. Ce meurtre et le procès qui suivit, conduisant à la destruction de B1-66ER, fut le point de départ de la rébellion des machines jusqu'à la création de la Matrice.

### Histoire de l'enfant (Kid's Story)
Un jeune adolescent, Michael Karl Popper, féru d'informatique, est, un jour, contacté par Neo afin qu'il s'échappe de la Matrice. La route pour la liberté est bien plus difficile, que ce qu'elle semble être. Skater prodige, Kid parvient dans un premier temps à échapper aux agents mais préfère se jeter du toit de son école plutôt que de se laisser capturer par eux. Il survivra pourtant pour se réveiller dans le monde réel, entouré de Neo et Trinity. Kid est encore là par un miracle que nul ne peut expliquer : l'auto survivance. On retrouve ce personnage dans les deux films Matrix Reloaded et Matrix Revolution.

### Programme (Program)
Cet épisode raconte une séance d'entraînement de l'équipage d'un vaisseau de Zion. Pour s'assurer de la fiabilité de Cis, Duo, son capitaine et compagnon, lui fait passer un test à son insu en lui proposant de retourner dans la Matrice avec lui pour recommencer une nouvelle vie. Mais pour cela, elle doit trahir Zion...

### Record du monde (World Record)
Malgré une blessure qui pourrait mettre fin à sa carrière sportive, le coureur Dan Davis est bien décidé à défendre son titre de champion coûte que coûte et à battre son record de sprint. Il ignore la souffrance qui envahit son corps et fournit un effort tellement incroyable que ses muscles implosent littéralement. Il se réveille un instant dans le monde réel mais est forcé de retourner dans la Matrice et se retrouve cloué dans un fauteuil roulant, incapable de courir ou même marcher, mais libre en sachant la vérité.
Ce dessin animé a pour caractéristique des perspectives volontairement exagérées donnant une scène d'action qui serait difficile à filmer en situation réelle. Comparé à certains autres courts-métrages de la série Animatrix, celui-ci n’a pas eu recours à l’imagerie de synthèse.

### Au-Delà (Beyond)
Yoko a perdu son chat. Alors qu'elle interroge les gens du quartier, un groupe d'enfant insolents lui disent qu'ils ont vu son chat se diriger vers « la maison hantée ». Prête à tout pour récupérer son chat, Yoko suit les enfants jusque dans une vieille bâtisse en ruines où elle observe d'étranges phénomènes. Spectre ou bug de la Matrice ?

### Histoire d'un détective (A Detective Story)
Un détective privé est engagé pour retrouver la piste d'un pirate informatique connu sous le pseudo de Trinity. Mais au cours de son enquête, il découvre qu'il n'est pas le premier sur le coup. Les autres enquêteurs qui s'étaient lancés sur la piste du hacker, avaient connu des fins tragiques et étranges. L'un s'est pendu, l'autre a disparu, et le dernier est devenu fou...

### Matriculé (Matriculated)
Un petit groupe d'humains du monde réel parviennent à capturer des machines et à les rallier à leur cause grâce notamment à un programme de simulation spécial. Ils s'adonnent alors à de curieuses expériences afin de contrôler ces machines capturées. Cependant l'expérience s'avère assez hasardeuse...

## Fiche technique
| Titres                            | Scénario de          | Réalisé par          | Studio                 | Type               |
| Dernier vol de l'Osiris           | Les Wachowski        | Andy Jones           | Square USA, Inc.       | Images de synthèse |
| La Seconde Renaissance, partie I  | Les Wachowski        | Mahiro Maeda         | Studio 4°C, Tōkyō      | Anime              |
| La Seconde Renaissance, partie II | Les Wachowski        | Mahiro Maeda         | Studio 4°C, Tōkyō      | Anime              |
| L'Histoire de Kid                 | Les Wachowski        | Shin'ichirō Watanabe | Studio 4°C, Tōkyō      | Anime              |
| Programme                         | Yoshiaki Kawajiri    | Yoshiaki Kawajiri    | Studio MADHOUSE, Tōkyō | Anime              |
| Record du monde                   | Yoshiaki Kawajiri    | Takeshi Koike        | Studio MADHOUSE, Tōkyō | Anime              |
| Au-Delà                           | Kôji Morimoto        | Kôji Morimoto        | Studio 4°C, Tōkyō      | Anime              |
| Une histoire de détective         | Shin'ichirō Watanabe | Shin'ichirō Watanabe | Studio 4°C, Tōkyō      | Anime              |
| Matriculé                         | Peter Chung          | Peter Chung          | DNA, Séoul             | Anime              |

Les musiques de ces courts-métrages sont, pour certaines, de Don Davis.
- Production : Michael Arias, Spencer Lamm, Les Wachowski
  - Producteur associé : Phil Oosterhouse
  - Coproducteur : Steve Richards
  - Producteur délégué : Joel Silver
- Musique originale : Don Davis, Machine Head et Photek
- Montage : Christopher S. Capp pour The Final Flight of the Osiris
- Costumes : Veronique Garcia

## Bande originale
Bandes originales de Matrix
The Matrix Reloaded: The Complete Score
(2013) The Matrix Revolutions: Music from the Motion Picture
(2003)
Liste des titres
1. Who Am I? (Animatrix Edit) de Peace Orchestra
2. Big Wednesday de Free*land
3. Blind Tiger de Layo & Bushwacka!
4. Under the Gun de Supreme Beings of Leisure
5. Martenot Waves de Meat Beat Manifesto
6. Ren 2 de Photek
7. Hands Around My Throat de Death in Vegas
8. Beauty Never Fades (Animatrix Edit) de Junkie XL featuring Saffron
9. Supermoves (Animatrix Remix) d'Overseer
10. Conga Fury (Animatrix Mix) de Juno Reactor
11. Red Pill, Blue Pill de Junkie XL/Don Davis
12. The Real de Tech Itch/Don Davis